# 各個教会主義
各個教会主義(かっこきょうかいしゅぎ)は主にバプテスト派の教会のあり方。清教徒やアナバプテストに起源を持つとされている。
バプテスト教会は、信仰は個人主義で、宗教に関することは一人一人が決めることが原則である。故に、洗礼は、個人が自らの信仰を告白して、浸礼を受ける。
個人を重視する以上、各個教会を重視する。牧師の選任も各個教会にゆだねられている。他の教会と共に各個教会だけでは困難な協力伝道や出版事業、社会奉仕委員会結成などを目的として連盟などの合同体を作ることはあるが、そのような組織においては各個教会に命令が下ったり権力を振るったりするのではなく自律性の原則が守られる必要がある。また、各個教会が良心的に祈り、はっきりとした理由をもって支援から手を引いたり連盟から脱退したりすることもありうる。連盟が個々の教会から作られているのであり、その逆ではないからである。

## 各個教会主義と連盟の活動との関係

### 協力伝道と各個教会の関係について
各個教会主義について南部バプテスト連盟における協力伝道を例に取って考察する。
信仰大覚醒の中でプロテスタント諸派によって国内外の宣教、社会事業、文書伝道、キリスト教教育機関の開設などを活動方針とする団体が組織され、南部バプテスト連盟でもそのような組織が創設された。熱心にこの組織の運営のため人的・財政的支援をする者もいたが、消極的な者やはっきりと「否」を表明する反ミッション主義者もいた。(宣教活動そのものに反対するのではなく、個人や各個教会ではなく組織団体による伝道に反対したグループ)
反ミッション主義者たちは各個教会こそが新約聖書におけるイエスと弟子たち、また原始教会に基づく福音宣教の形であると主張し、協力伝道団体との深い対立に発展した。19世紀初頭の代表的な反ミッション主義者であるジョン・テイラーは宣教団体が推す神学校を卒業した牧師は聖書の原典の知識などを重んじ、翻訳聖書だけでは聖書を理解することはできないと豪語する傲慢な態度を取っているとして批判した。また、神学教育は宣教者派遣のために献金を募ることに関しても組織の運営にとらわれて本来の宣教活動の根本精神を忘れており、伝道団体の報告書の内容も不正確であるとの批判を展開した。
この反ミッション主義者に対する反応は賛否両論で、反ミッション主義者に共鳴して転出していった者もいれば、協力伝道団体を支援しても自らの地域に対する施策がなされず、具体的な還元がないことに不満を感じたために結果として反ミッション主義に立たざるを得なかった者たちもいた。その一方で反ミッション主義者が連盟の一致を乱す存在であるとして反ミッション主義者との関係を断つ者も現れ、対立が深刻化した時期があった。

### 社会奉仕委員会と各個教会の関係について
各個教会主義について南部バプテスト連盟における社会奉仕委員会を例に取って考察する。南部バプテスト連盟の社会奉仕委員会は当初禁酒運動に集中して活動を行っていたが、禁酒法と呼ばれる連邦憲法修正第18条が批准されて以降は世界平和、人種関係、経済秩序といった社会的問題にも関心が向くようになった。社会奉仕委員会はこれらの問題に対して貢献することを目指していたが、それと同時に各個教会の自由の原則にも配慮する必要があった。社会奉仕委員会は個人主義との対立はしないことを表明した上で禁酒、ギャンプルの忌避、安息日の遵守などに関しては明確な立場を表明した。ただし平和、人種、労働といった社会的問題に関しては一般的な当たり障りのない内容にとどめられていた。
活動方法としても各個教会の一致が困難な問題に関しては大きく活動が制限されたことや、委員の選任も各州からバランスよく、著名な牧師たちからすることが多かったが、社会奉仕委員会の活動に適した能力や関心を持った委員ではない場合もあり、予算不足もあり社会奉仕委員会としては具体的な活動はもとより社会的問題に関する十分な議論を行うことも困難であったため活動の大半は年次報告書の作成であった。1947年には社会奉仕委員会が常設化され、予算の増額もされたのに合わせて活動の幅を広げる努力がなされたが上記の根本的問題は依然として社会奉仕委員会の制約条件となった。